# Вулиця Лесі Українки (Бучач)
Вулиця Лесі Українки — одна з вулиць Бучача на Тернопільщині. 
Починається в центрі міста, йде південніше паралельно вулиці Галицькій на схід, перед теперішнім приміщенням ДПА повертає вправо, закінчується біля річки Стрипи. 
 Старі назви: Ґудльовщина, Костельова — через її вихід до костелу Внебовзяття Пресвятої Діви Марії до реконструкції, зведення адмінбудівлі (тепер Майдан Волі) в центрі міста у 1970-х роках. Також мала назву Зиблікєвічґассе.
На вулиці добре збереглись 2 старі будівлі (1- та 2-поверхова, проживають мешканці), кілька інших знаходяться в різних ступенях руйнації.
На вулиці є каплиця.

## Галерея

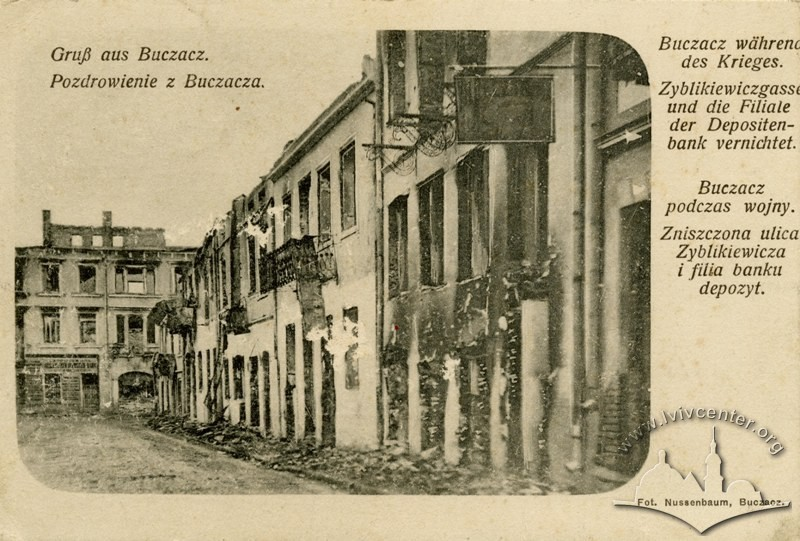
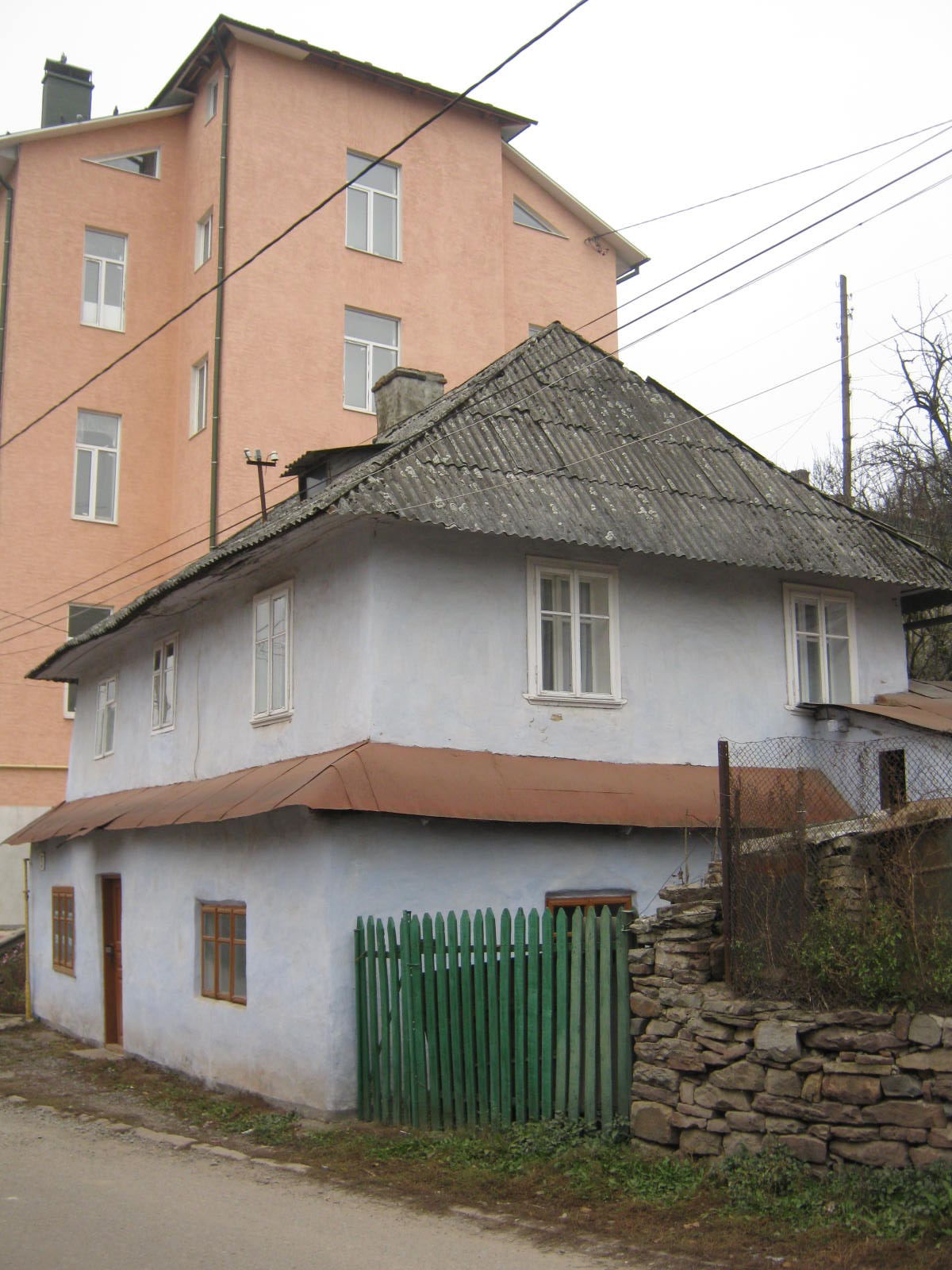